# 利扎曲坦
利扎曲坦 （英語：Rizatriptan，或译为利扎曲普坦）是一种曲坦类5-HT1激动剂，由默克药厂为治疗偏头痛而开发，商品名Maxalt。
利扎曲坦于1998年6月39号通过美国食品药品监督管理局（FDA）审核，它是第二代曲坦类药物。

## 用法
利扎曲坦可以用来治疗头痛，但不能防止头痛再次发作。

## 禁用
- 冠状动脉性心脏病患者